# Need for Speed: Nitro
Need for Speed: Nitro és la catorzena part de la saga de videojocs de curses Need for Speed. Va ser publicat per Electronic Arts per la Wii i Nintendo DS. També és un dels dos jocs de la franquícia fins a la data (l'altre és l'exclusiu per a dispositius mòbils No Limits) no realitzat per a PC. Va ser anunciat al gener com a part d'un anunci de tres videojocs que incloïa Need for Speed: Shift i Need for Speed: World. El joc va ser realitzat per EA Montreal que té experiència prèvia amb títols de Nintendo, tot i que la versió per a DS va ser desenvolupada per separat per l'estudi de Florida, Firebrand Games. Es va publicar una versió millorada de l'edició per a DS, Need for Speed: Nitro-X, per a DSiWare al novembre de 2010.